# 藤本新太
藤本 新太（ふじもと しんた、Shinta Fujimoto）は日本の男性漫画家。

## 略歴
- 2010年（平成22年）、『月刊少年ガンガン』5月号から「Red Raven」連載開始。

## 作風
影響を受けた作品として、『鋼の錬金術師』・『ソウルイーター』・『KING OF BANDIT JING』・『狗 -DOGS-』などを挙げている。

## 作品リスト
- 『Red Raven』スクウェア・エニックス〈ガンガンコミックス〉全9巻（『月刊少年ガンガン』2010年5月号 - 2013年12月号）
- 『BACCANO!』スクウェア・エニックス〈ヤングガンガンコミックス〉全3巻（原作：成田良悟、『ヤングガンガン』2015年21号 - 2017年2号）
- 『デッドマウント・デスプレイ』スクウェア・エニックス〈ヤングガンガンコミックス〉既刊15巻（原作：成田良悟、『ヤングガンガン』2017年21号 - 連載中）